# Stéphane Sessègnon
Pour les articles homonymes, voir Sessegnon.
Stéphane Sessègnon, né le 1er juin 1984 à Allahé au Bénin, est un footballeur international béninois évoluant au poste de milieu offensif.

## Biographie

### Débuts footballistiques
Né au Bénin, d'un père ivoirien et d'une mère béninoise, Stéphane Sessègnon part vivre avec sa famille en Côte d'Ivoire. Après avoir fréquenté le centre de formation de Cocody (quartier d'Abidjan), il rejoint les Requins de l'Atlantique, club de Ligue 1 béninoise, en 2000.

### Carrière en club

#### US Créteil-Lusitanos (2004-2006)
En 2004, grâce à son père spirituel, Galiou Soglo, il rejoint la France et l'US Créteil-Lusitanos évoluant en deuxième division, en compagnie de deux compatriotes béninois (Gariga Abou Maïga et Noel Seka) dans le cadre d'un jumelage entre les villes de Créteil et de Cotonou. Son intégration ne fut  pas difficile grâce au bon accueil des dirigeants de la ville et du club, mais aussi à ses amis comme Souleymane AKINDELE qui ne ménage aucun effort pour soutenir celui qui devient la révélation de la Ligue 2 cette année-là.[non neutre] Il inscrit ses deux premiers buts en championnat contre le FC Gueugnon, alors prétendant à la montée, lors d'une victoire 3-0. Il dispute en deux saisons avec les Béliers 68 matches pour 10 buts et sera remarqué par Philippe Romieu (Sedan) lors de sa première saison.
Malgré la possibilité de jouer pour l'équipe nationale de la Côte d'Ivoire, il préfère porter les couleurs de son pays de naissance où il est assuré d'être titulaire : le Bénin. Il est sélectionné pour la première fois en 2004.

#### Le Mans (2006-2008)
Marié a Marie-Claude Sessègnon et père de cinq enfants, le Béninois découvre ensuite la Ligue 1 avec le MUC 72 en 2006 . Il marque son premier but en Ligue 1 contre Rennes le 18 novembre 2006 et cumule 6 buts en championnat durant ses deux saisons mancelles.

#### Paris Saint-Germain (2008-2011)

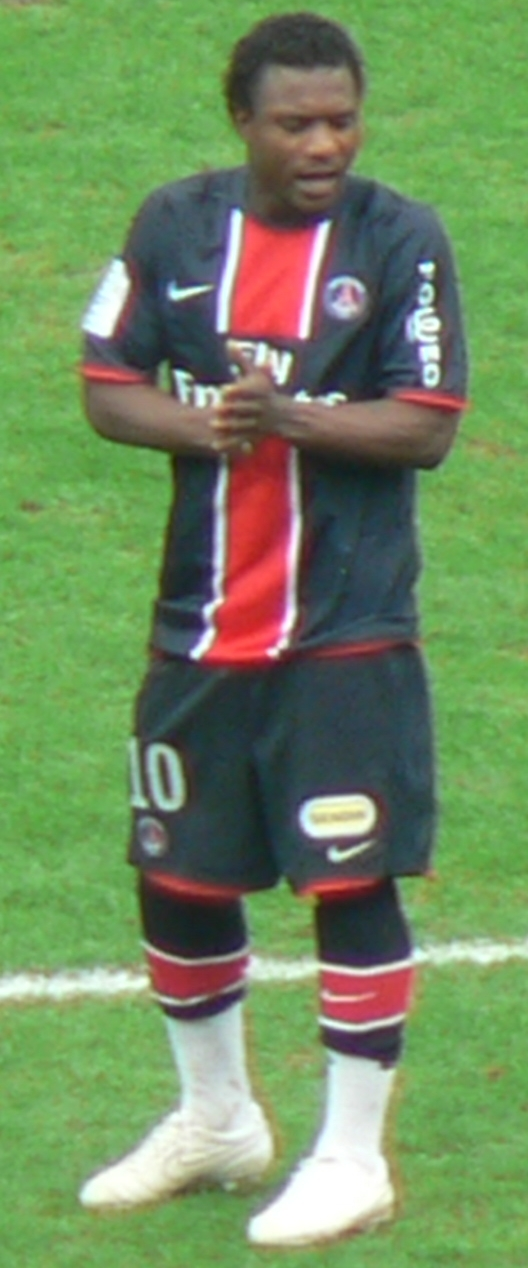
Stéphane Sessègnon au PSG

En juillet 2008, il est transféré au Paris Saint-Germain pour quatre ans avec un montant du transfert estimé à 8 millions d'euros. Il inscrit son premier but sous ses nouvelles couleurs face à Sochaux le 23 août 2008. De par son agilité et sa vitesse de dribble, il tente d'apporter une plus-value à son équipe, tantôt placé meneur de jeu, tantôt en tant que milieu droit. Il est la révélation du PSG aux côtés de Guillaume Hoarau. Quelques nostalgiques n'hésitent pas à le comparer à un certain Jay-Jay Okocha[réf. nécessaire].
Devenu un titulaire indiscutable, il est nommé pour le trophée UNFP du meilleur joueur de Ligue 1 de la saison 2008-2009. Par ailleurs, il fait ses débuts en coupe d'Europe à travers la Coupe de l'UEFA. Il dispute neuf matchs et inscrit un but face à Twente le 17 décembre 2008.
À l'issue de sa première saison à Paris, il prolonge son contrat d'un an, mais ne cache pas son envie de rejoindre la Premier League[réf. nécessaire].

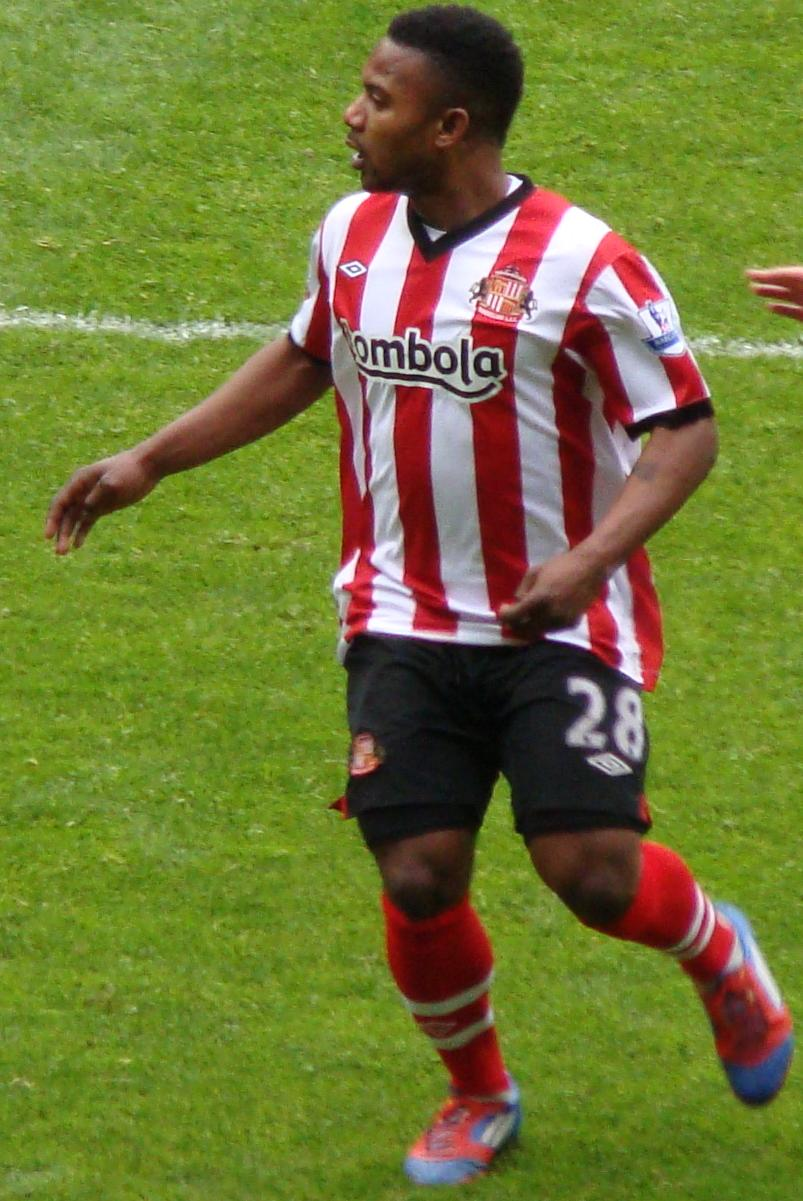
Sessegnon jouant pour Sunderland en 2012

Le 5 septembre 2010, Sessègnon arbore pour la première fois le brassard de capitaine de sa sélection lors d'une rencontre qualificative pour la CAN 2012 entre le Bénin et le Burundi.
Lors de la première partie de championnat de la saison 2010-2011, à cause de ses performances jugées décevantes par Antoine Kombouaré, il est très souvent cantonné au rôle de remplaçant.
Le 2 janvier 2011, il ne rejoint pas le club du PSG en stage à Marrakech, à la suite d'une altercation avec son entraîneur. C'est le début d'un bras de fer entre le club et le joueur béninois, qui désire quitter le club.

#### Sunderland (2011-2013)
Le 29 janvier 2011, il s'engage pour une durée de trois ans et demi avec le club anglais de Sunderland, le montant du transfert est estimé à sept millions d'euros. Il fait ses débuts contre Chelsea FC.
Stéphane Sessègnon jouera finalement plus de matchs et marquera plus de buts en Premier League qu'en Ligue 1, la plupart du temps aligné en milieu axial.

#### West Bromwich Albion (2013-2016)
Le 2 septembre 2013, il rejoint West Bromwich Albion.

#### Montpellier HSC (2016-2018)
Le 26 septembre 2016, il signe au Montpellier HSC. Il marque son premier but le 17 décembre 2016 à domicile contre les Girondins de Bordeaux.
Pour l'exercice 2017-2018, son entraîneur, Michel Der Zakarian, attend de lui qu'il devienne le nouveau leader offensif de son équipe à la suite des départs de Steve Mounié et de Ryad Boudebouz, comptant sur sa qualité technique, son jeu de passes et son vécu. À court de forme durant l'été, il est un temps écarté du groupe fin août. Réintégré lors du déplacement à Troyes le 16 septembre 2017, il y délivre une passe décisive sur le but de la victoire (0-1, 6e journée). Il marque ensuite lors de la réception de Nice (Victoire 2-0), le 15 octobre 2017. 
Il quitte le club héraultais en Janvier 2018, pour rejoindre le club turc du Gençlerbirliği SK. 

#### Genclerbirligi (2018-2020)
Sessègnon s'engage pour un an et demi au Gençlerbirliği SK en janvier 2018.
Le 26 janvier, Sessègnon marque et délivre une passe décisive pour ses débuts contre Konyaspor en Süper Lig et contribue à une victoire 2-1.

## Statistiques
| Saison                | Club                       | Championnat           | Championnat | Championnat | Coupe nationale | Coupe nationale | Coupe de la Ligue | Coupe de la Ligue | Supercoupe | Supercoupe | Compétition(s) continentale(s) | Compétition(s) continentale(s) | Compétition(s) continentale(s) | Bénin | Bénin | Total | Total |
| Saison                | Club                       | Division              | M.          | B.          | M.              | B.              | M.                | B.                | M.         | B.         | Comp.                          | M.                             | B.                             | M.    | B.    | M.    | B.    |
| 2004                  | Requins de l'Atlantique FC | Championnat National  | 2           | 0           | -               | -               | -                 | -                 | -          | -          | -                              | -                              | -                              | 2     | 0     | 4     | 0     |
| Sous-total            | Sous-total                 | Sous-total            | 2           | 0           | -               | -               | -                 | -                 | -          | -          | -                              | -                              | -                              | 2     | 0     | 4     | 0     |
| 2004-2005             | US Créteil-Lusitanos       | Ligue 2               | 35          | 5           | -               | -               | 1                 | 0                 | -          | -          | -                              | -                              | -                              | 4     | 0     | 40    | 5     |
| 2005-2006             | US Créteil-Lusitanos       | Ligue 2               | 33          | 5           | -               | -               | 1                 | 0                 | -          | -          | -                              | -                              | -                              | 2     | 1     | 36    | 6     |
| Sous-total            | Sous-total                 | Sous-total            | 68          | 10          | -               | -               | 2                 | 0                 | -          | -          | -                              | -                              | -                              | 6     | 1     | 76    | 11    |
| 2006-2007             | Le Mans UC                 | Ligue 1               | 31          | 1           | 2               | 0               | 2                 | 0                 | -          | -          | -                              | -                              | -                              | 4     | 1     | 39    | 2     |
| 2007-2008             | Le Mans UC                 | Ligue 1               | 30          | 5           | 2               | 0               | 3                 | 0                 | -          | -          | -                              | -                              | -                              | 11    | 2     | 46    | 7     |
| Sous-total            | Sous-total                 | Sous-total            | 61          | 6           | 4               | 0               | 5                 | 0                 | -          | -          | -                              | -                              | -                              | 15    | 3     | 85    | 9     |
| 2008-2009             | Paris SG                   | Ligue 1               | 34          | 5           | 2               | 1               | 4                 | 0                 | -          | -          | C3                             | 9                              | 1                              | 5     | 0     | 54    | 7     |
| 2009-2010             | Paris SG                   | Ligue 1               | 29          | 3           | 4               | 0               | -                 | -                 | -          | -          | -                              | -                              | -                              | 5     | 1     | 38    | 4     |
| 2010-2011             | Paris SG                   | Ligue 1               | 14          | 0           | -               | -               | 2                 | 0                 | 1          | 0          | C3                             | 6                              | 0                              | 2     | 1     | 25    | 1     |
| Sous-total            | Sous-total                 | Sous-total            | 77          | 8           | 6               | 1               | 6                 | 0                 | 1          | 0          | -                              | 15                             | 1                              | 12    | 2     | 117   | 12    |
| 2010-2011             | Sunderland AFC             | Premier League        | 14          | 3           | -               | -               | -                 | -                 | -          | -          | -                              | -                              | -                              | 2     | 2     | 16    | 5     |
| 2011-2012             | Sunderland AFC             | Premier League        | 36          | 7           | 5               | 1               | 1                 | 0                 | -          | -          | -                              | -                              | -                              | 7     | 0     | 49    | 8     |
| 2012-2013             | Sunderland AFC             | Premier League        | 35          | 7           | 4               | 0               | -                 | -                 | -          | -          | -                              | -                              | -                              | 2     | 1     | 41    | 8     |
| août 2013             | Sunderland AFC             | Premier League        | 2           | 0           | -               | -               | -                 | -                 | -          | -          | -                              | -                              | -                              | -     | -     | 2     | 0     |
| Sous-total            | Sous-total                 | Sous-total            | 87          | 17          | 9               | 1               | 1                 | 0                 | -          | -          | -                              | -                              | -                              | 11    | 3     | 108   | 21    |
| 2013-2014             | West Bromwich Albion       | Premier League        | 26          | 5           | 1               | 0               | 1                 | 0                 | -          | -          | -                              | -                              | -                              | 4     | 4     | 32    | 9     |
| 2014-2015             | West Bromwich Albion       | Premier League        | 28          | 1           | 3               | 0               | 2                 | 0                 | -          | -          | -                              | -                              | -                              | 2     | 0     | 35    | 1     |
| 2015-2016             | West Bromwich Albion       | Premier League        | 25          | 2           | 5               | 0               | 1                 | 0                 | -          | -          | -                              | -                              | -                              | 7     | 5     | 38    | 7     |
| Sous-total            | Sous-total                 | Sous-total            | 79          | 8           | 9               | 0               | 4                 | 0                 | -          | -          | -                              | -                              | -                              | 13    | 9     | 105   | 17    |
| 2016-2017             | Montpellier HSC            | Ligue 1               | 27          | 2           | 1               | 0               | 2                 | 0                 | -          | -          | -                              | -                              | -                              | 5     | 3     | 35    | 5     |
| 2017-2018             | Montpellier HSC            | Ligue 1               | 16          | 1           | -               | -               | -                 | -                 | -          | -          | -                              | -                              | -                              | -     | -     | 16    | 1     |
| Sous-total            | Sous-total                 | Sous-total            | 43          | 3           | 1               | 0               | 2                 | 0                 | -          | -          | -                              | -                              | -                              | 5     | 3     | 51    | 6     |
| Total sur la carrière | Total sur la carrière      | Total sur la carrière | 415         | 53          | 29              | 2               | 20                | 0                 | 1          | 0          | -                              | 15                             | 1                              | 61    | 19    | 541   | 75    |

## Palmarès

### En club
|  |  | Paris Saint-Germain - Coupe de France - Vainqueur : 2010 |

## Distinctions personnelles
- Joueur du mois UNFP de décembre 2008.
- Nommé dans l'équipe-type de la Ligue 1 en 2009 aux Trophées UNFP